# Aldo Giordani (Kameramann)
Aldo Giordani (* 2. November 1914 in Rom; † 1982 ebenda) war ein italienischer Kameramann.

## Leben
Giordani begann seine Karriere beim Film 1937 als Kameraassistent und -schwenker bei Il signor Max von Mario Camerini. Seinen ersten Film als Chefkameramann fotografierte er 1943 – das Melodram L'apparizione – und war für das Bild in fast 60 Filmen bis zu seinem Ruhestand 1976 verantwortlich. Mehrere Male arbeitete er mit dem ehemaligen Kollegen Enzo Barboni an dessen Filmen.
Er starb 1982 in Rom.

## Filmografie (Auswahl)
- 1957: Die Verlobten des Todes (I fidanzati della morte)
- 1958: Don Vesuvio und das Haus der Strolche (Il bacio del sole)
- 1960: Theseus, Held von Hellas (Teseo contro il Minotauro)
- 1964: Marco – der Unbezwingbare (Maciste alla corte dello zar)
- 1966: Für eine Handvoll Blei (Uccidi o muori)
- 1966: Ein fast perfekter Mörder (Delitto quasi perfetto)
- 1967: Il bello, il brutto, il cretino
- 1968: Mein Leben hängt an einem Dollar (Dai nemici mi gaurd io!)
- 1968: Die Odyssee (L'odissea) (Miniserie)
- 1970: Die rechte und die linke Hand des Teufels
- 1972: Verflucht, verdammt und Halleluja
- 1972: Vier Fäuste für ein Halleluja